# Lambrechten
Lambrechten è un comune austriaco di 1 311 abitanti nel distretto di Ried im Innkreis, in Alta Austria.